# Totteridge
Totteridge is een wijk in het Londense bestuurlijke gebied Barnet, in de regio Groot-Londen.